# رونالد نوريش
رونالد نوريش (Ronald George Wreyford Norrish) هو كيميائي بريطاني ولد في 9 نوفمبر 1897 في كامبردج وتوفي في 7 جوان 1978 في نفس المدينة.
في سنة 1915 حصل رونالد على منحة دراسية لدراسة العلوم الطبيعية في جامعة كامبردج. في 1916 ذهب لأداء الخدمة العسكرية ولكنه اُسر في فرنسا سنة 1918 خلال الحرب العالمية الأولى. بعد الحرب عاد إلى كامبردج لإكمال دراسته. بدأ مسيرته في مجال الأبحاث. في سنة 1937 حصل على مقعد في الكيمياء والفيزياء سنة 1937.
أجرى عدة أبحاث في مجال الكيمياء الضوئية ويعد تفاعل نوريش من أبرز أعماله. حصل سنة 1967 على جائزة نوبل في الكيمياء. كما حاز قبل ذلك وسام دايفي سنة 1958.

## روابط خارجية
- رونالد نوريش على موقع الموسوعة البريطانية (الإنجليزية)
- رونالد نوريش على موقع مونزينجر (الألمانية)
- رونالد نوريش على موقع إن إن دي بي (الإنجليزية)